# Кавадзу
Кавадзу (яп. 河津町 Кавадзу-тё:) — посёлок в Японии, находящийся в уезде Камо префектуры Сидзуока. Площадь посёлка составляет 100,79 км², население — 7579 человек (1 августа 2014), плотность населения — 75,20 чел./км².

## Географическое положение
Посёлок расположен на острове Хонсю в префектуре Сидзуока региона Тюбу. С ним граничат города Симода, Идзу и посёлки Мацудзаки, Нисиидзу, Хигасиидзу.

## Население
Население посёлка составляет 7579 человек (1 августа 2014), а плотность — 75,20 чел./км². Изменение численности населения с 1980 по 2005 годы:
| 1980 | 9509 чел. |  |
| 1985 | 9307 чел. |  |
| 1990 | 9118 чел. |  |
| 1995 | 9036 чел. |  |
| 2000 | 8705 чел. |  |
| 2005 | 8303 чел. |  |

## Символика
Деревом посёлка считается Cerasus lannesiana, цветком — Iris ensata.